# Oneida, Kansas
Oneida là một thành phố thuộc quận Nemaha, tiểu bang Kansas, Hoa Kỳ. Năm 2010, dân số của xã này là 75 người.

## Dân số
Dân số các năm:
- Năm 2000: 70 người
- Năm 2010: 75 người